# Вудман, Джейми
Дже́йми Ву́дман (англ. Jamie Woodman; род. 11 июля 1971 года в Бристоле, Англия) — английский бывший профессиональный снукерист.

## Карьера
Стал профессионалом в 1991, и играл в мэйн-туре вплоть до 1998 года. В 1992 вышел в 1/16 Welsh Open. За свою карьеру Вудман несколько раз выходил в финальные стадии различных рейтинговых турниров (но ни разу — на чемпионат мира), а его лучшим достижением стал четвертьфинал Thailand Open 1996. По ходу того турнира Джейми обыграл Терри Гриффитса и Энтони Хэмилтона, а в матче за выход в полуфинал уступил Кену Доэрти.
Наивысший официальный рейтинг Вудмана — 68-й (сезон 1996/97).